# 高踏
| ウィキペディアには「高踏」という見出しの百科事典記事はありません（タイトルに「高踏」を含むページの一覧/「高踏」で始まるページの一覧）。 代わりにウィクショナリーのページ「高踏」が役に立つかもしれません。 |